# Красноармейская улица (Томск)
Красноарме́йская у́лица — одна из главных улиц Томска.

## География
Начинается от улицы Яковлева, в районе дома № 65, фактически перенимая от неё весь транспортный поток. Улица идет на юго-запад, пресекает Ушайку, затем, идет почти прямо на юг, пересекает улицы Сибирскую, Алтайскую, проспекты Фрунзе и Кирова. После пересечения с улицей Усова, поворачивает примерно на 300 на юго-запад, пересекается с улицей Учебной и заканчивается на площади Южной. Далее идёт Богашёвский тракт и дорога в аэропорт. Длина улицы составляет примерно 4,53 км. В транспортном отношении улица, вместе улицами Яковлева и Дальнеключевской, образует транспортную артерию, которая принимает потоки транспорта из аэропорта и южных пригородов, распределяет их по городу, удобно пересекая Кировский и Советский районы и заканчиваясь в Ленинском районе, тем самым частично разгружая проспект Ленина, .

## История

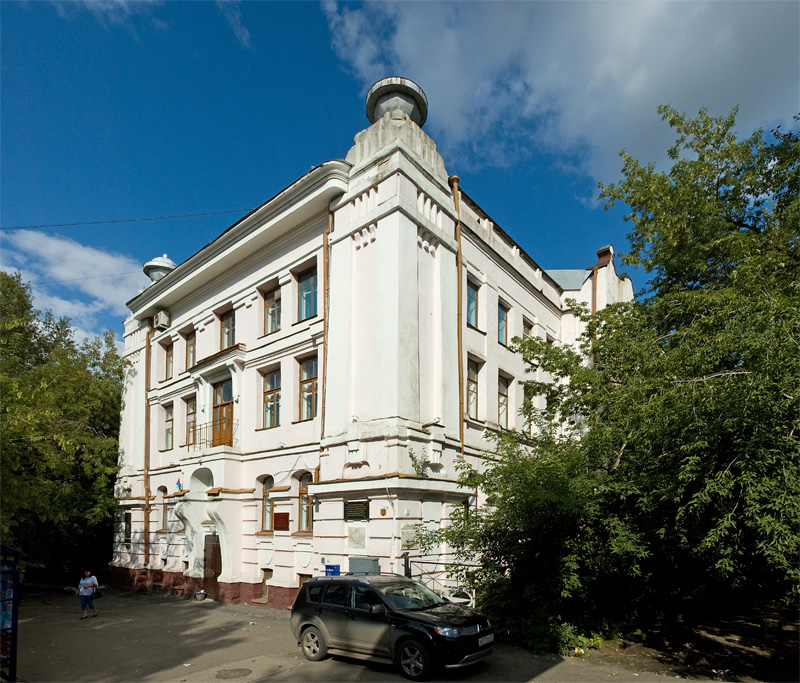
Манеж Общества содействия физическому развитию в Томске

Современное название получила 14 мая 1920 года.
До революции называлась Солдатской улицей. Здесь находилась Солдатская слободка, образованная после выведения военного гарнизона с Воскресенской горы, по просьбам отставных солдат тут им выделялись земли под строительство жилья. Постепенно в слободке наметились Солдатская, Офицерская и Жандармская улицы.

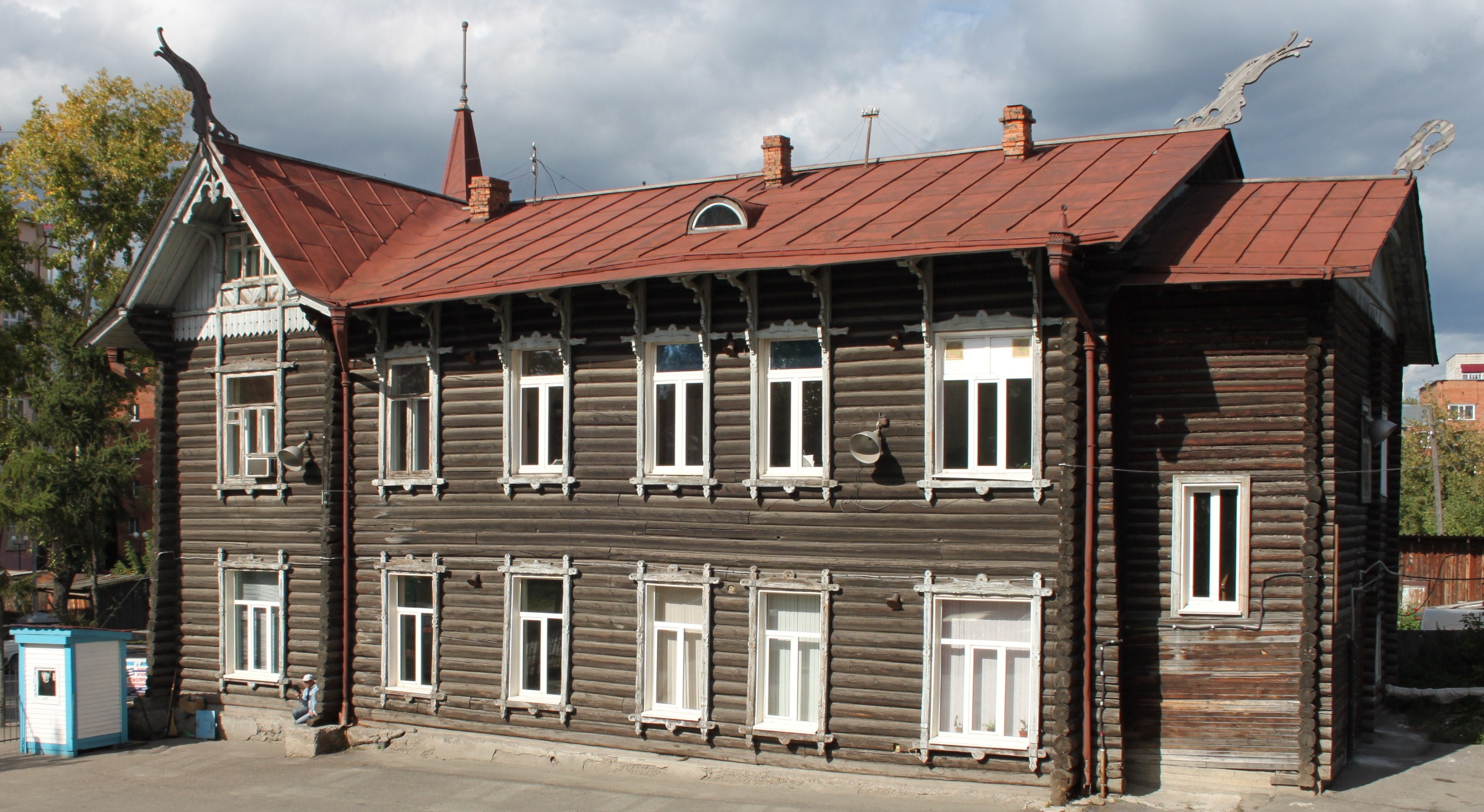
Красноармейская, д. 68.
Дом с драконами

Улица заканчивалась Преображенским кладбищем (ныне застроено корпусами НИИ полупроводниковых приборов и объединения «Контур»). На кладбище были захоронения П. Н. Крылова, Д. Н. Беликова, академика М. А. Усова, Г. Н. Потанина (при ликвидации кладбища в 1958 году были перенесены в другие места).

## Достопримечательности

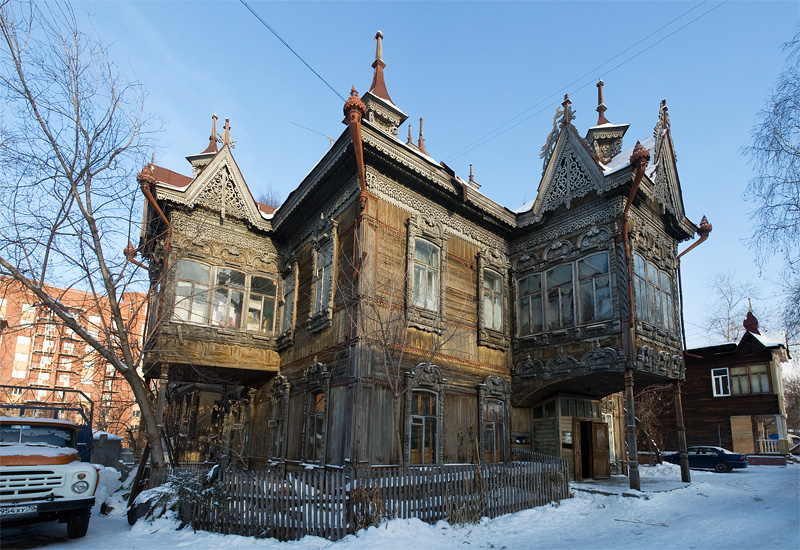
дом купца Леонтия Желябо, д. 67а

д. 14 — бывшая школа-манеж Общества содействия физическому развитию (1902—1913, архитектор Б. Ф. Татарчух), ныне — городская больница N 1
д. 15 — богадельня Калинина-Шушляева (1912, архитектор В. Оржешко)
д. 17 и 19 — богадельня Е. И. и В. И. Королёвых, открыта в 1892 году. По сообщению томской газеты «Томский листок» в 1896 году сюда был принят 130-летний старец П. И. Зотов.
На Красноармейской улице расположены дома — замечательные памятники деревянного зодчества Томска
д. 67, д. 67а — купца Леонтия Желябо,
д. 68 — «Дом с драконами» И. А. Быстржицкого (проект приписывается В. Оржешко),
д. 71 — «Дом с шатром» купца Г. М. Голованова (архитектор С. В. Хомич),
д. 83 — собственный дом Гаврилы Константиновича Тюменцева, директора Алексеевского реального училища
д. 89
д. 92 — снимала квартиру семья Карташовых

## Новая история
В советское время улица была переименована, но первоначальный смысл наименования не был утрачен, просто появился идеологический оттенок: солдат превратился в красноармейца. Во многом улица сохранила свой прежний облик, но квартал у пересечения с улицей Усова заняли корпуса НИИ полупроводниковых приборов и объединения «Контур».
На здании НИИ полупроводниковых приборов установлена мемориальная доска первому директору НИИ Виктору Алексеевичу Преснову (1917—1987)
Возведены Дворец Зрелищ и Спорта — д. 126, спортивно-оздоровительный комплекс «Томь» (в 2000-х годах снесён, а на его месте построен развлекательный комплекс «Факел») — д. 120.
От площади Южной до проспекта Кирова проложена троллейбусная линия (маршуты № 3, 8). На коротком участке между площадями Транспортной и Южной по улице проходит трамвайная линия, включающая всего лишь одну остановку маршрутов 2,4 и разворотное кольцо.
Памятник архитектуры — д. 71, занимаемый российско-германским домом — планировали включить в программу визита в Томск канцлера ФРГ Ангелы Меркель (2006)